# JOJO的奇妙冒險 群星之戰
《JOJO的奇妙冒險 群星之戰》是CyberConnect2開發、萬代南夢宮遊戲發行的格鬥遊戲，改編自日本漫畫家荒木飛呂彥創作的漫畫系列《JoJo的奇妙冒險》。遊戲在日本於2013年8月29日在PlayStation 3發售。
重製版《JOJO的奇妙冒險 群星之戰 重製版》（官方译为）於2022年9月1日發售。從原本的一對一戰鬥改為二對二組隊搭檔戰

## 可操控角色
前者為PS3版配音（沒有註明後者配音是和動畫版配音相同），後者為重製版配音（和動畫版配音相同）
第一部 《幻影血脈》
- 喬納森·喬斯達（聲：興津和幸）
- 威廉·A·齊貝林（聲：鹽屋翼）
- 迪奧·布蘭度（聲：子安武人）
- 羅伯特·E·O·史比特瓦根（聲：上田燿司）

第二部 《戰鬥潮流》
- 喬瑟夫·喬斯達（聲：杉田智和）
- 西撒·安德里歐·齊貝林（聲：佐藤拓也）
- 莉莎莉莎（聲：田中敦子）
- 瓦姆烏（聲：大塚明夫）
- 艾西迪西（聲：藤原啟治）
- 卡茲（聲：井上和彥）
- 魯道爾·馮·修特羅海姆（聲：伊丸岡篤）〈群星之戰R追加DLC角〉

第三部 《星塵鬥士》
- 空條承太郎（聲：小野大輔）
- 花京院典明（聲：遊佐浩二、平川大輔）
- 穆罕默德·阿布德爾（聲：江原正士、三宅健太）
- 約翰·皮耶爾·波魯納雷夫（聲：平田廣明、小松史法）
- 老喬瑟夫·喬斯達（聲：杉田智和、石塚運昇）
- 伊奇（聲：千葉繁、福圓美里）
- 荷爾·荷斯（聲：大塚芳忠、木內秀信）
- 瓦尼拉·艾斯（聲：吉野裕行、速水獎）
- DIO（聲：子安武人）
- 瑪萊雅（聲：高垣彩陽）
- 佩特夏

第四部 《不滅鑽石》
- 東方仗助（聲：羽多野涉、小野友樹）
- 虹村億泰（聲：高木涉）
- 廣瀨康一（聲：朴璐美、梶裕貴）
- 矢安宮重清（聲：山口勝平）
- 岸邊露伴（聲：神谷浩史、櫻井孝宏）
- 音石明（聲：森久保祥太郎）
- 吉良吉影（聲：小山力也、森川智之）
- 川尻浩作（聲：小山力也、森川智之）
- 空條承太郎（4部）（聲：小野大輔）
- 山岸由花子（聲：能登麻美子）
- 虹村形兆（聲：志村知幸）〈群星之戰R追加DLC角〉
- 噴上裕也（聲：谷山紀章）〈群星之戰R追加DLC角〉

第五部 《黃金之風》
- 喬魯諾·喬巴拿（聲：浪川大輔、小野賢章）
- 布魯諾·布加拉提（聲：杉山紀彰、中村悠一）
- 葛德·米斯達（聲：赤羽根健治、鳥海浩輔）
- 納蘭迦·吉爾各（聲：三瓶由布子、山下大輝）
- 潘納科達·福葛（聲：小田久史、榎木淳彌）
- 迪亞波羅（聲：森川智之、小西克幸）
- 特莉休·烏納（聲：千本木彩花）
- 普羅修特&貝西（聲：寺島拓篤&福松進紗、鈴木達央&木村昴）
- 加丘（聲：鈴木達央、岡本信彥）
- 里蘇特·涅羅（聲：藤真秀）〈群星之戰R追加DLC角〉
- 雷歐·阿帕基（聲：楠大典、諏訪部順一）〈群星之戰R追加DLC角〉

第六部 《石之海》
- 空條徐倫（聲：澤城美雪、菲魯茲·藍）
- 艾梅斯·羅斯提羅（聲：米本千珠、田村睦心）
- 納魯西索·安那蘇（聲：中村悠一、浪川大輔）
- 恩里克·普奇（聲：速水獎、關智一）
- 恩里克·普奇（最終）（聲：速水獎、關智一）
- F‧F／幽浮一族（聲：白石涼子、伊瀨茉莉也）
- 天氣·預报（聲：大川透、梅原裕一郎)

第七部 《飆馬野郎》
- 喬尼·喬斯達（聲：梶裕貴）
- 傑洛·齊貝林（聲：三木真一郎）
- 法尼·瓦倫泰（聲：加瀨康之）
- 迪亞哥·布蘭度（聲：子安武人）
- 從平行世界而來的迪亞哥·布蘭度（聲：子安武人）〈群星之戰R追加DLC角〉

第八部 《JoJolion》
- 東方定助（聲：真殿光昭）
- U的奇蹟（透龍）（聲：菅生隆之）〈群星之戰R追加DLC角〉

《巴歐來訪者》
- 橋澤育朗（聲：內山昂輝）

## 外部連結
- 官方网站（日語）